# Jak kot walczył z myszami
Jak kot walczył z myszami (ros. Как кот с мышами воевал) – radziecki krótkometrażowy film animowany z 1985 roku w reżyserii Munawara Mansurchodżajewa oparty na motywach wierszowanej bajki Obejda Zakani Kot i myszy.

## Wersja polska
- Wersja polska: Studio Opracowań Filmów w Łodzi
- Reżyseria: Maria Horodecka
- Dialogi: Krystyna Kotecka
- Dźwięk: Grzegorz Sielski
- Montaż: Ewa Rajczak
- Kierownictwo produkcji: Bożena Dębowska

Źródło: